# Silvia Navarro (Schauspielerin)

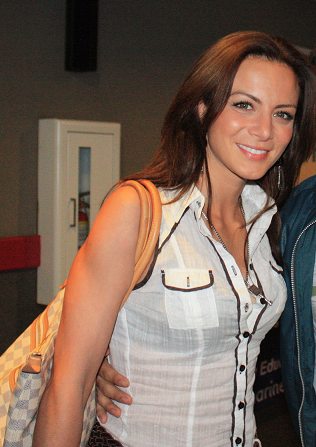
Navarro (2010)

Silvia Angélica Navarro Barva (* 14. September 1978 in Irapuato, Guanajuato, Mexiko) ist eine mexikanische Fernsehschauspielerin.
Navarro war bereits als Baby in Werbeanzeigen zu sehen. Sie absolvierte das „Centro de Estudios y Formación“ (CEFAC), die Schauspielschule von TV Azteca in Mexiko-Stadt.
1998 bekam sie die Hauptrolle in der Telenovela Perla.
Von 2012 bis 2020 hatte sie eine Beziehung mit Gerado Casanova. Sie haben einen Sohn.

## Filmographie (Auswahl)
- 1998–1999: Perla
- 1999: Catalina y Sebastián
- 2000: La calle de las novias
- 2001–2002: Cuando seas mía
- 2002–2003: La duda
- 2004–2005: La heredera
- 2006–2007: Montecristo
- 2008–2009: Mañana es para siempre
- 2010–2011: Cuando me enamoro
- 2012: Amor bravío
- 2014–2015: Mi corazón es tuyo
- 2016–2017: La candidata
- 2017–2018: Caer en tentación
- 2021: La suerte de Loli
- 2022: Doña Bárbara